# بیبیان نورای
بیبیان نورای (به اسپانیایی: Bibian Norai) یک بازیگر پورنوی اسپانیایی است.

## جایزه‌ها
- ۲۰۰۳ جشنواره بین‌المللی فیلم شهوانی بارسلونا ٫ برنده جایزه بهترین بازیگر نقش مکمل زن اسپانیایی برای بازی در The Fetish Garden